# 70936 Kámen
70936 Kámen este un asteroid din centura principală, descoperit pe 28 noiembrie 1999, de Jana Tichá și Miloš Tichý.